# 拉差帕颂路口的神龛群
拉差帕颂路口供奉的神龛群，又称「神的十字路口」（英語：Siyaek mahathep），是由9座佛教与印度教的神坛组成，位于泰国曼谷巴吞旺县拉差帕颂商圈的膜拜据点。这个膜拜据点吸引了当地人与外国游客定期前来参拜和祈福。

## 神龛

### 伊拉旺神坛
全称伊拉旺旅馆梵天神坛，又名爱侣湾神坛，是位于泰国爱侣湾君悦酒店旁的一座四面佛神坛，始建于1956年，是曼谷著名的旅游观光胜地。

### 尚泰中央世界购物中心三面佛神坛
尚泰中央世界购物中心的三面佛神坛（英語：Sadasiva Shrine, Trimurti Shrine），又称「爱的圣地」（英語：Shrine of Love），位于伊势丹百货公司前方的露天广场，毗邻象头神神坛。建于1989年，所谓的三面佛其实是一尊分别由创造者梵天、保护者毗湿奴和毁灭者湿婆合为一体的神像。虽然神坛位于交通较为拥堵的路段，但失恋的泰国人还是会到这里献上红玫瑰，点燃红蜡烛，以求得良缘。有伴侣者可与伴侣一同前往膜拜以祈求感情顺利。除了感情生活，人们也可以祈求生活及工作顺利。传说，第二次世界大战期间，一枚炸弹落在该地区并爆炸时神坛依旧完好无损。

### 尚泰中央世界购物中心象头神神坛
尚泰中央世界购物中心的象头神神坛，位于伊势丹百货公司前方的露天广场，毗邻三面佛神坛，是印度教的圣地之一。人们经常到这里询问与工作有关的事情。

### 盖颂生活购物商城吉祥天女神坛
盖颂生活购物商城的吉祥天女神坛，又名拉克希米神社，始建于1996年，位于盖颂生活购物商城四楼屋顶。

### 盖颂生活购物商城四大天王神坛
盖颂生活购物商城的四大天王神坛，位于盖颂生活购物商城四楼屋顶，于2017年2月。

### 叻南里路Big C超市雪山神女神坛
位于叻南里路Big C超市前的雪山神女神坛于2011年建成。

### 阿玛琳购物中心（英语：Amarin Plaza）因陀罗神坛
阿玛琳购物中心前的因陀罗神坛，信徒们前来祭拜雷神（因陀罗）以祈求和平。

### 曼谷洲际酒店迦楼罗神坛
曼谷洲际酒店前的迦楼罗神坛，位于路口东北侧，建于1997年，采用了高棉建筑风格。一位学者表示，这座神像是现代泰国高棉艺术神像的一个重要例子。

### 泰国皇家警察总部那罗延神坛
泰国皇家警察总部内的那罗延神坛建于公元前100年。1953年，Luang Suwichaphaet少将主持了一场仪式，将原本供奉在一号馆的神坛移至现址，因为传说在该馆工作的公务员生病，并且还引用了与神像相同的那罗延作为总部的徽章。

## 图集

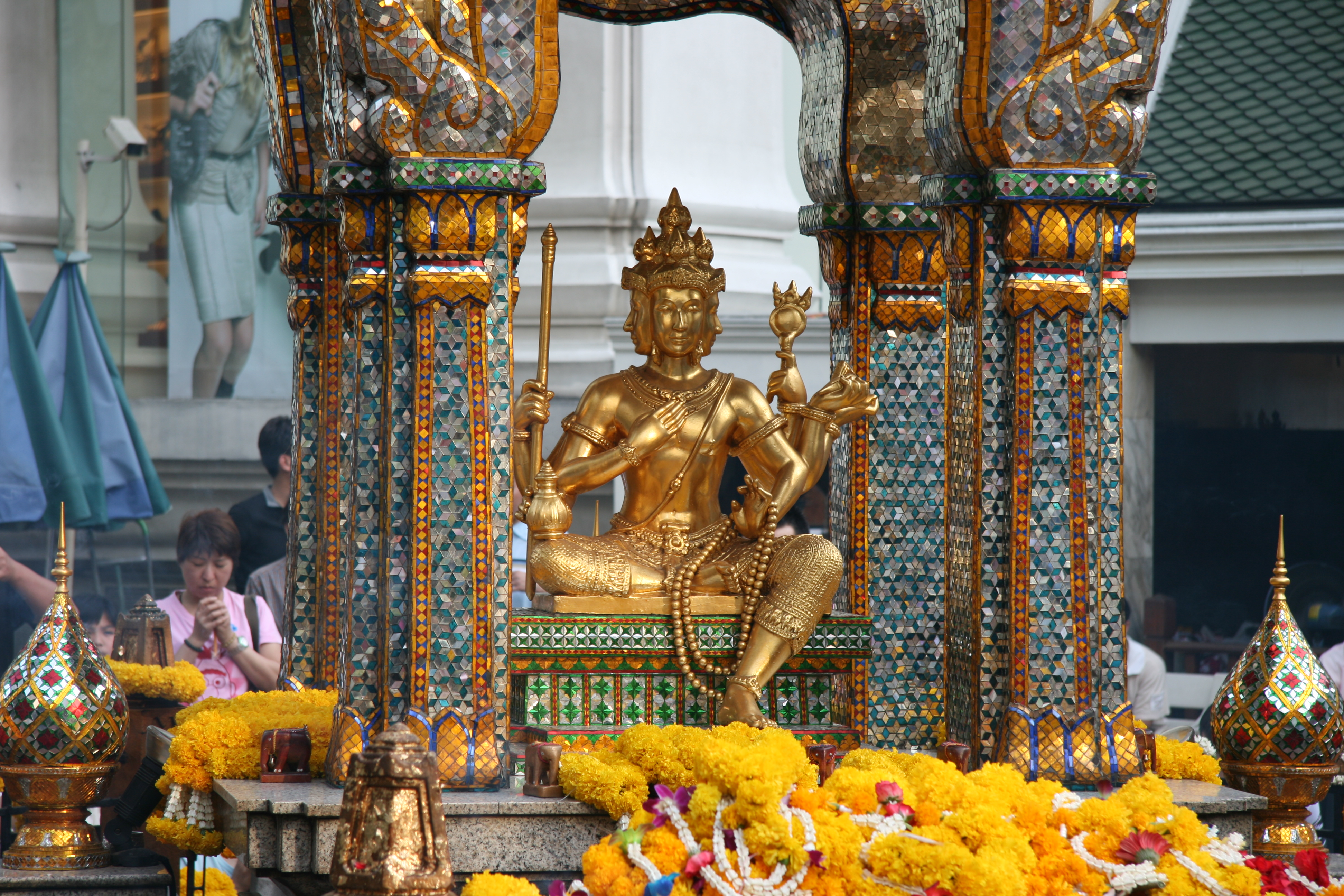
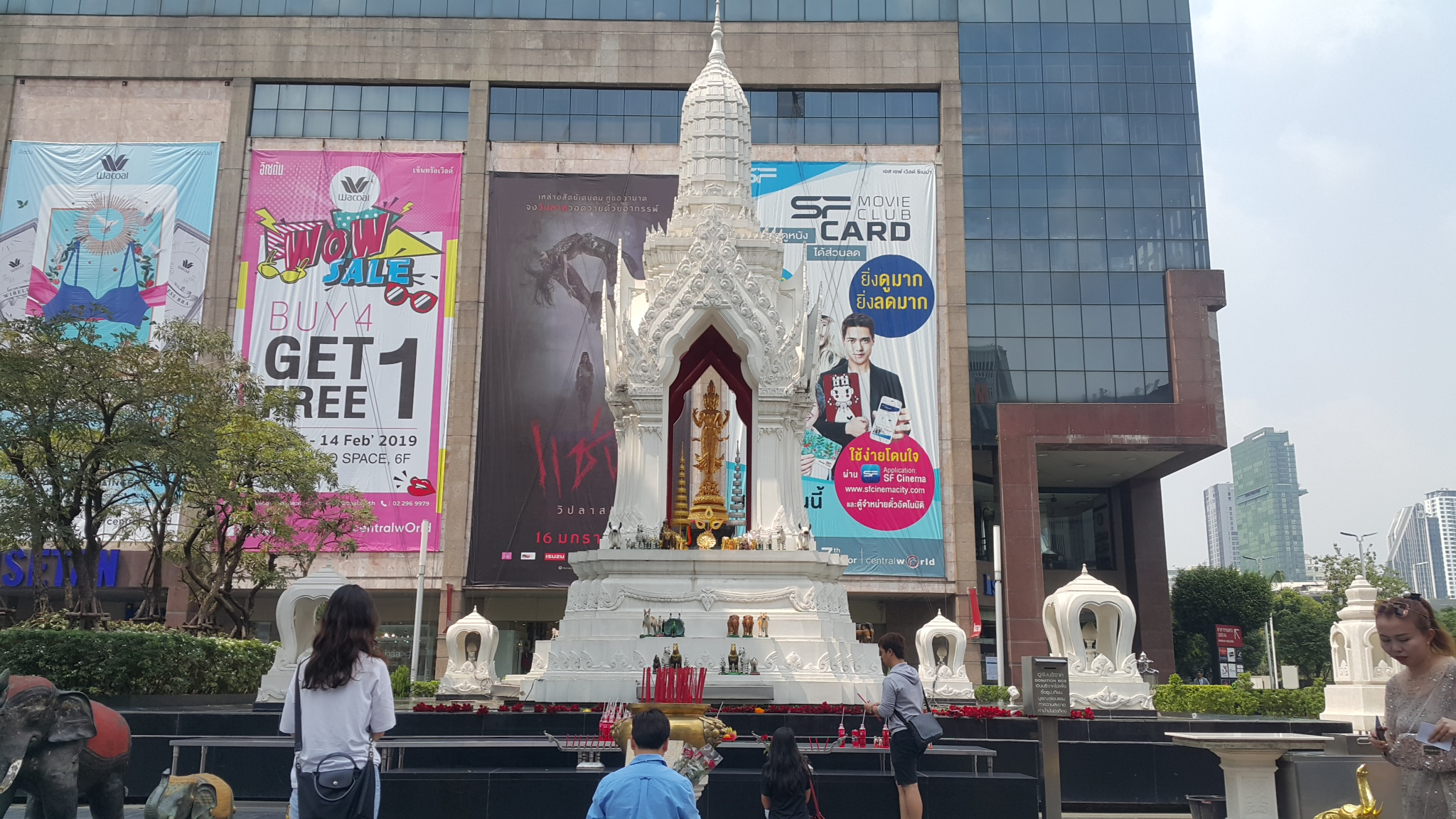
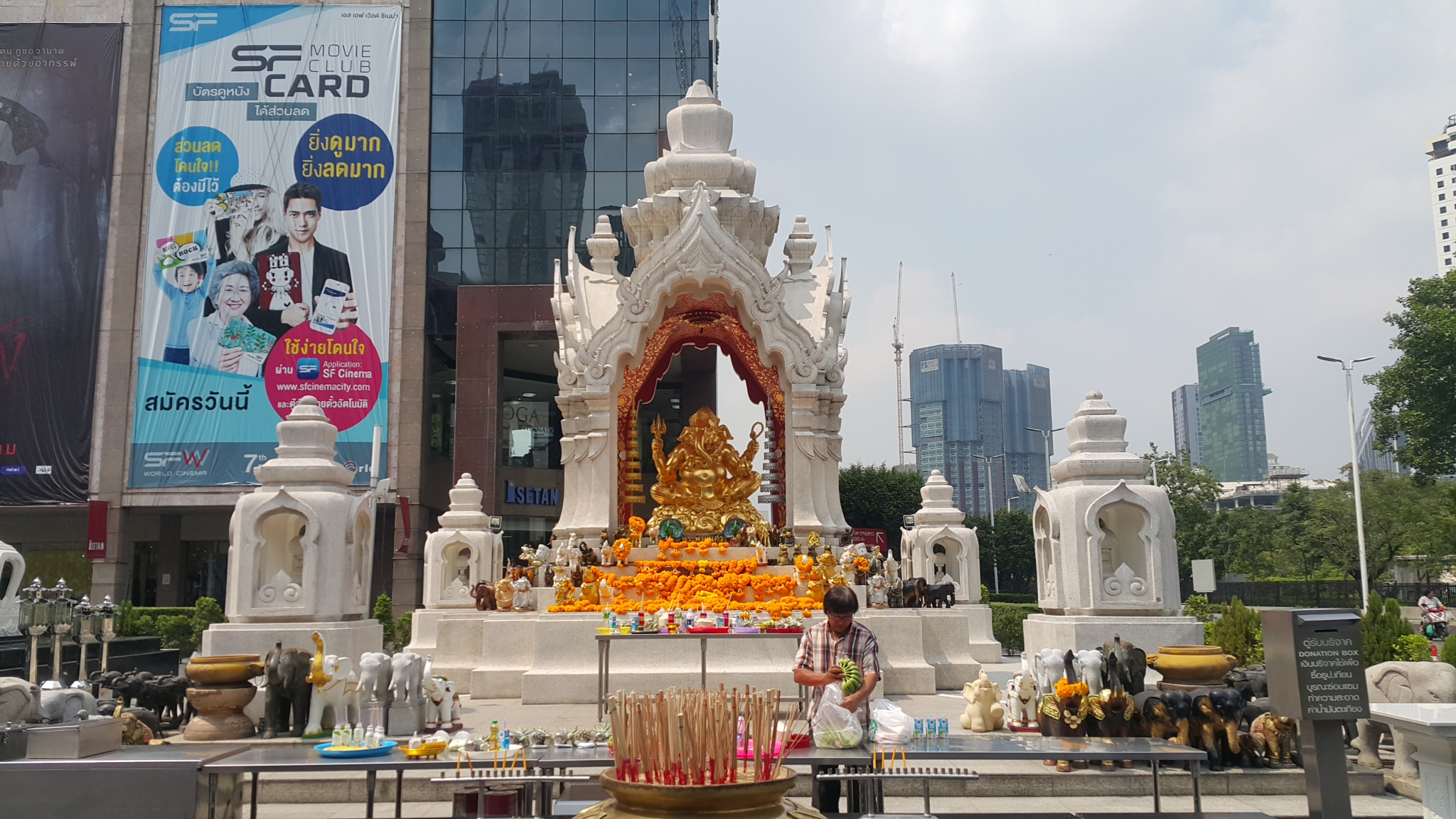
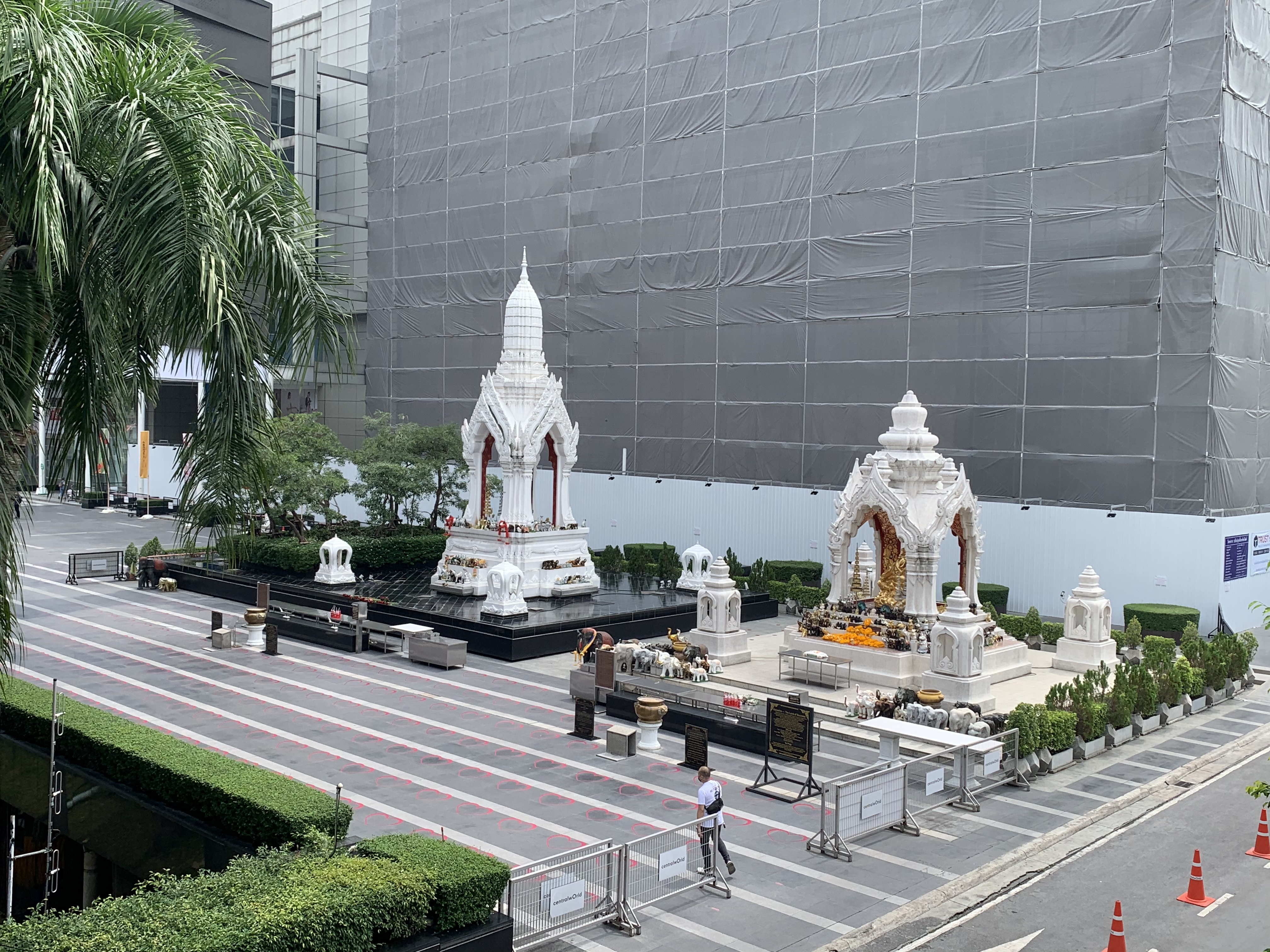
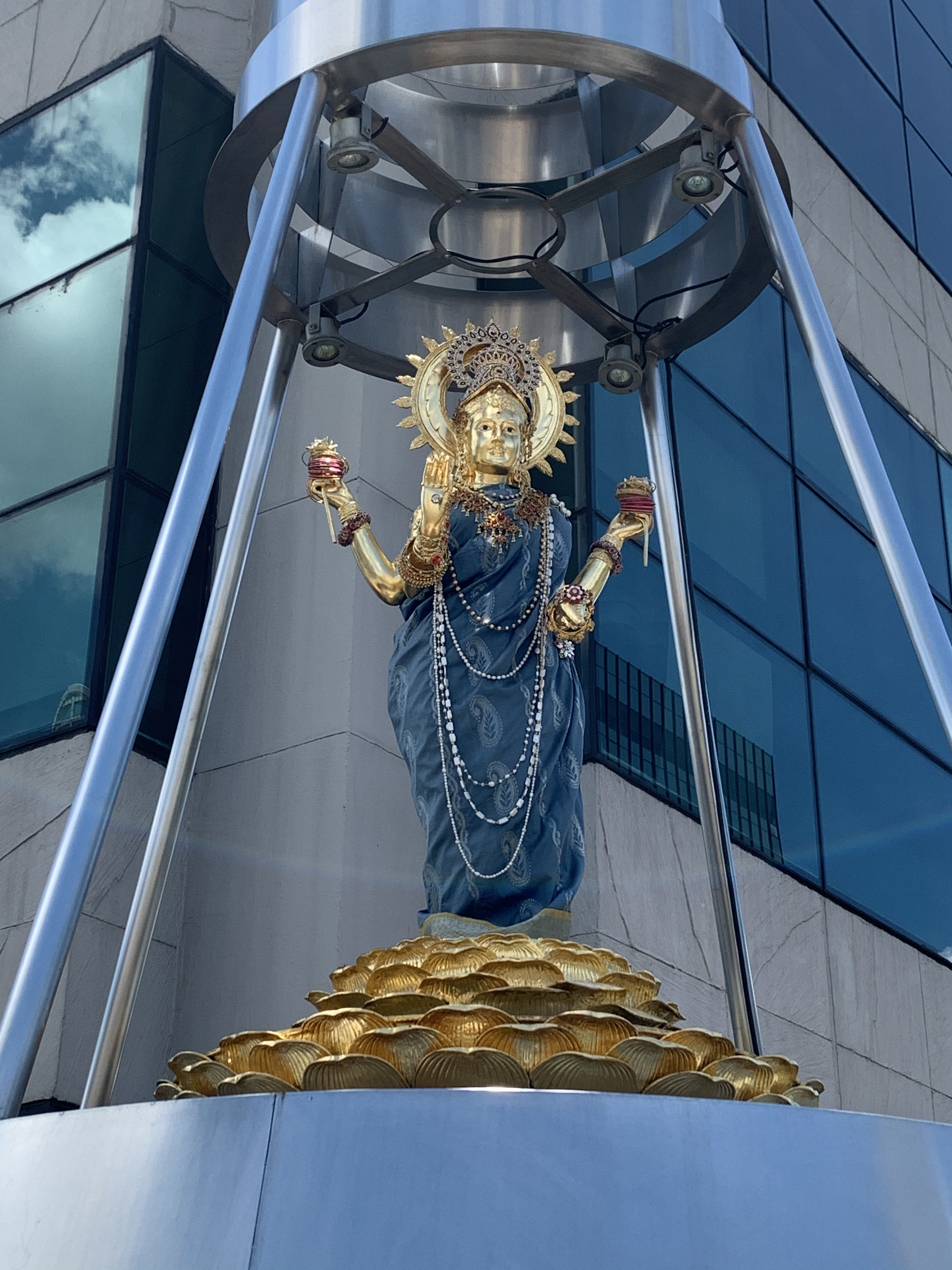
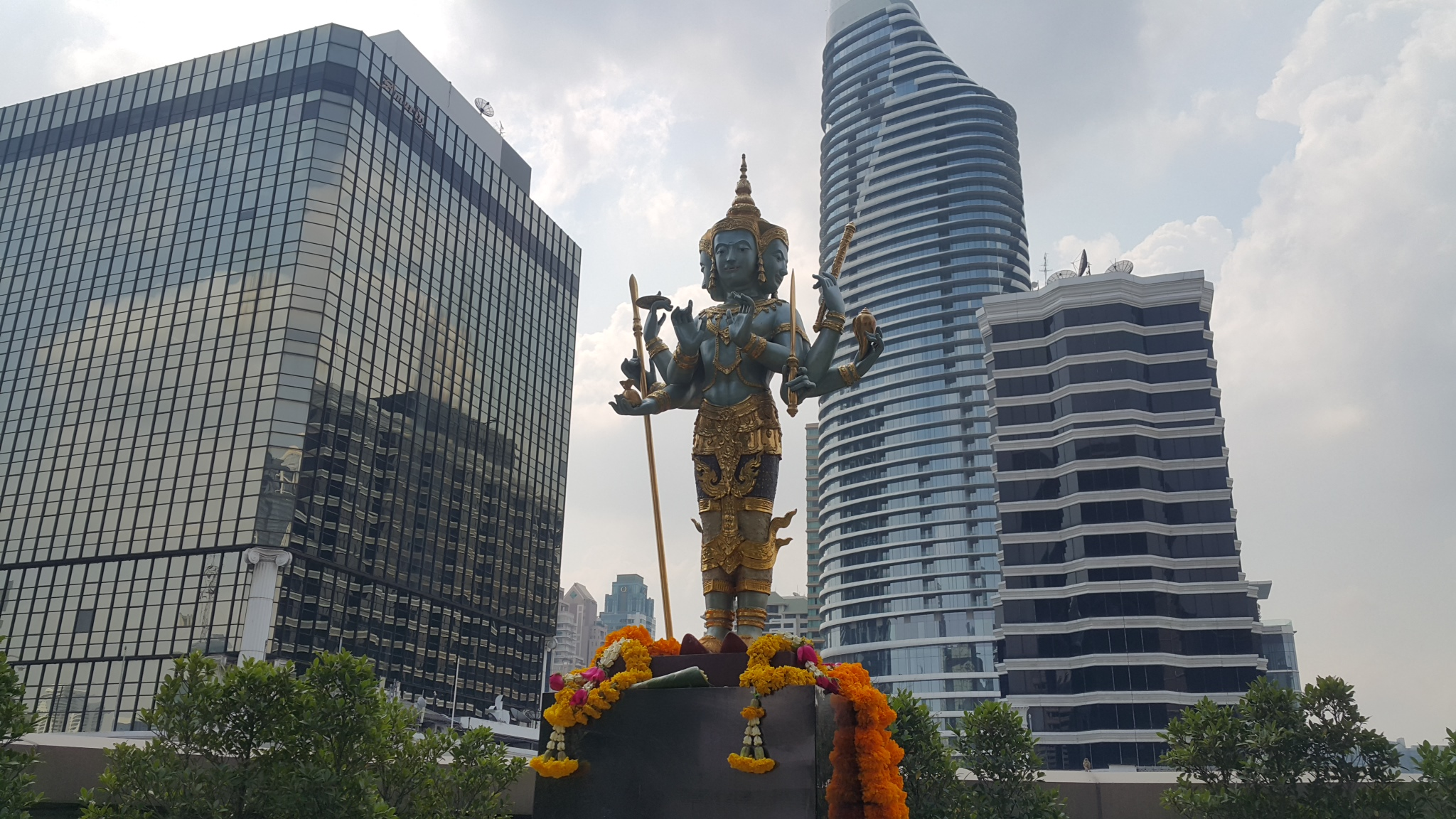
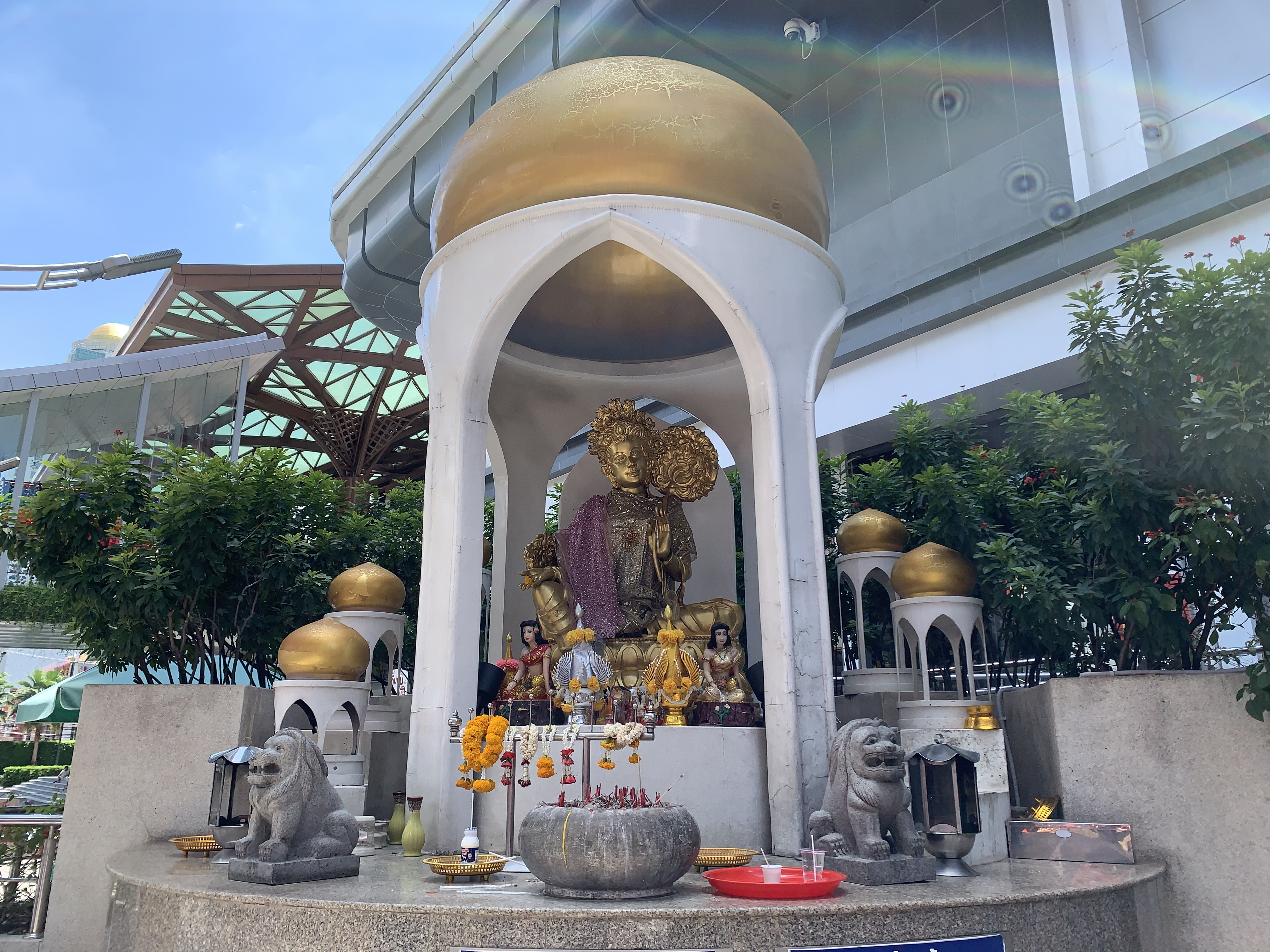
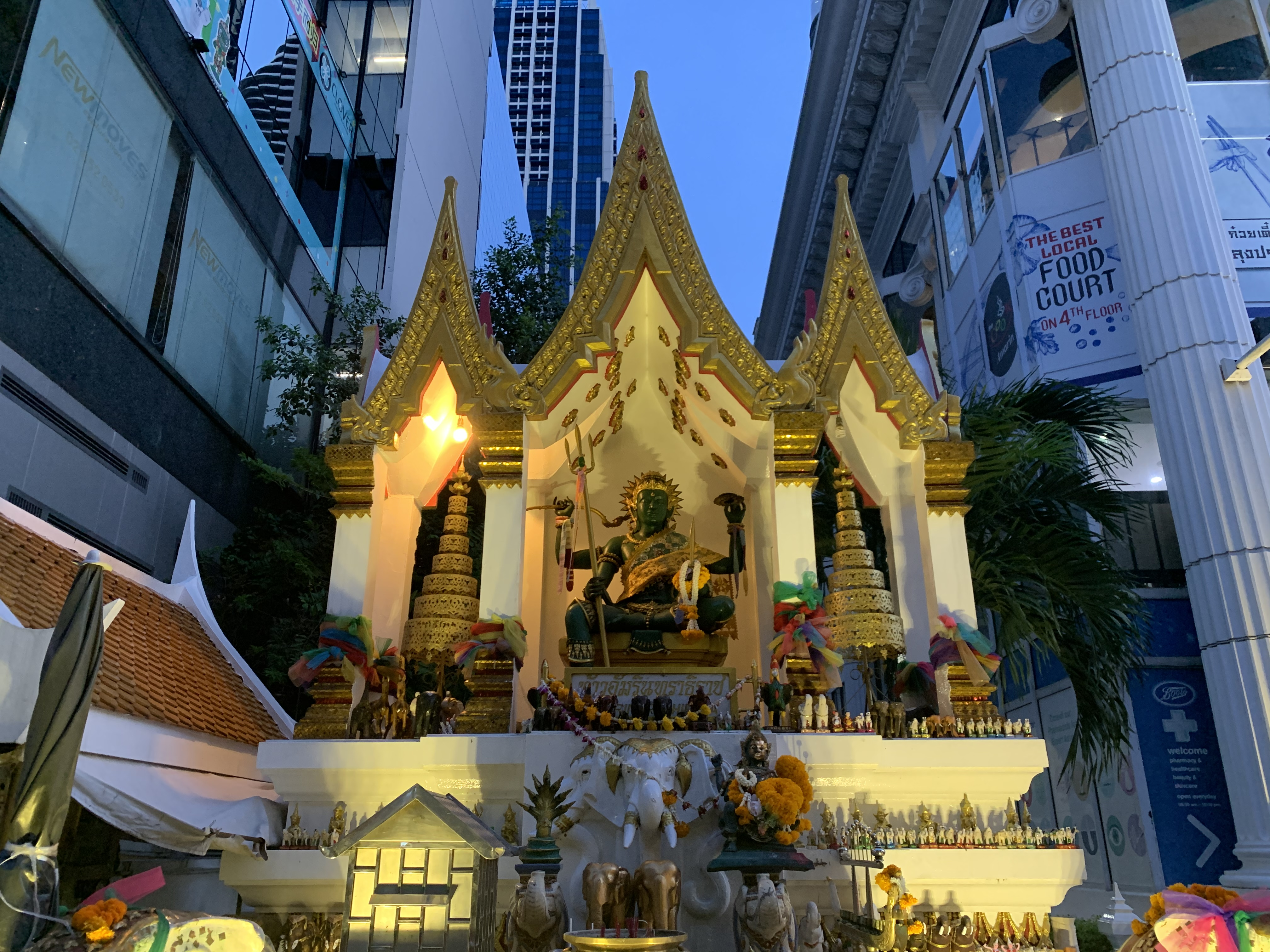
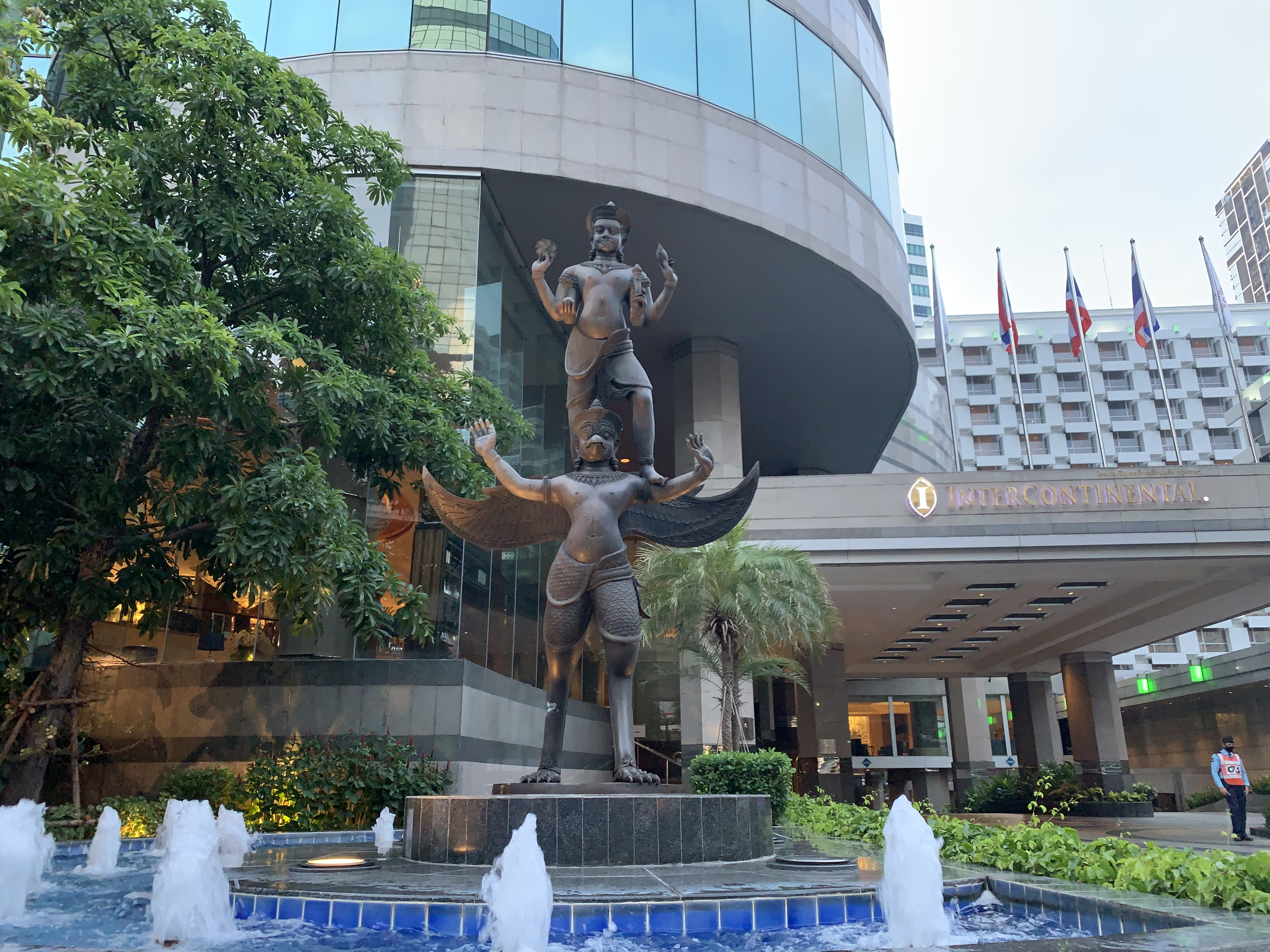